# Валентина Монета
Валентина Монета (итал. Valentina Monetta; Сан Марино, 30. март 1975) певачица је из Сан Марина.

## Евровизија
Дана 14. марта 2012, Радио-телевизија Сан Марино саопштила је да ће она представљати Сан Марино на Песми Евровизије 2012. године. Она је интерно изабрана. Певачица је планирала да наступи с песмом Facebook, Uh, Oh, Oh. Међутим, 18. марта 2012, неколико дана након што песма најављена, ЕБУ је објавио да сматра да песма садржи неразумно комерцијалну поруку за Фејсбук, што је довело до дисквалификације песме. Сан Марино је тада добио могућност да поднесе нову песму за Монету или да уклони било каква директна помињања Фејсбука, најкасније до 23. марта 2012. у 12:00 сати. Дана 22. марта, најављена је песма и њен текст са новим насловом: The Social Network Song, са углавном истим текстом песме, али без директног помињања Фејсбука.
Такмичење је одржано у Бакуу. Монета је наступала прва у полуфиналу, али није успела да се пласира у велико финале. Међутим, она је заузела 14. место са 31 бодом што је за Сан Марино највећи успех свих времена на Евровизији.

## Дискографија

### Албуми
- (2011)
- (2013)
- (2014)

### Синглови
- (2002)
- (2008)
- (2012)
- (2012)
- (2013)
- (2013)
- (2013)
- (2013)
- (2013)